# Marsaskala
Marsaskala é um povoado da ilha de Malta em Malta.